# 自強大橋
自強大橋為跨越濁水溪，接連接彰化縣竹塘鄉及雲林縣二崙鄉的橋樑，台19線的一部份。

## 興建背景
西螺大橋興建後，隨著南北交通流量的增加，西螺大橋的運輸量已不堪負荷，因此政府於1977年（民國66年）8月間，擇定在西螺大橋下游7公里處另行興建自強大橋，做為紓解南北交通的第二座橋樑。

## 結構
1996年（民國85年）賀伯颱風造成台灣西部河川主要跨河橋梁的橋基裸露嚴重或橋梁傾斜破壞，災情慘重，其中自強大橋裸露達6.3至9.3公尺。2004年7月，自強大橋受到七二水災大雨洪水沖刷，橋墩出現掏空裸露，暫時封橋。